# ۱۷۸۲ (میلادی)
۱۷۸۲ (میلادی) هزار و هفتصد و هشتاد و دومین سال تقویم میلادی است.

## زادگان
- ۱۸ ژانویه – دنیل وبستر، سیاست‌مدار و دیپلمات آمریکایی (د. ۱۸۵۲)
- ۱۸ مارس – جان سی. کلهون، سیاست‌مدار، وکیل، و دیپلمات آمریکایی (د. ۱۸۵۰)
- ۲۶ ژوئیه – جان فیلد، پیانیست و آهنگساز ایرلندی (د. ۱۸۳۷)
- ۲۷ اکتبر – نیکولو پاگانینی، آهنگساز ایتالیایی (د. ۱۸۴۰)
- ۵ دسامبر – مارتین ون بورن، سیاست‌مدار، وکیل، و دیپلمات آمریکایی (د. ۱۸۶۲)

## درگذشتگان
- دانیل برنولی، ریاضی‌دان سوئیسی هلندی‌تبار
- ۲ ژانویه – یوهان کریستین باخ، آهنگساز آلمانی (ز. ۱۷۳۵)
- ۴ ژانویه – آنژ-ژاک گابریل، معمار فرانسوی (ز. ۱۶۹۸)
- ۱۷ مارس – دانیل برنولی، ریاضی‌دان و فیزیک‌دان سوئیسی (ز. ۱۷۰۰)
- ۱۵ ژوئیه – فارینلی، خواننده و خواننده اپرا ایتالیایی (ز. ۱۷۰۵)